# 永昌北海子塔
永昌北海子塔，位于中国甘肃省永昌县，2019年10月7日公布为第八批全国重点文物保护单位，类型为古建筑。
北海子塔的历史年代为明清。